# 山交ビル
山交ビル（やまこうビル）は、山形県山形市香澄町三丁目にあるヤマコーが管理する商業ビルである。山交バスが運営するバスターミナルも併設されている。

## 概要
高度経済成長の進展によって、山形市においても山形駅前大通りの再開発が避けがたい問題となるが、駅前には当時の新関善八市長が誘致に奔走し、1913年（大正2年）9月から操業を始めた日本専売公社（現：日本たばこ産業）山形工場があった。
幸いにして、公社もその頃、生産システムの近代化をはかるために、条件の折り合いさえつけば、工場を移転してもよいとの意向を示していた。その意向を受けて、1960年（昭和35年）ごろから市当局ならびに商工会議所は、陳情・交渉を重ねた。この交渉経過において、公社は敷地、建物の売却は困難だが、物件交換なら応じても良いということで、公社がかねてから他の施設を建設するため目星をつけていた東京都渋谷区南平台町の土地を市が買収し公社に提供すれば、問題の山形工場のうち、倉庫敷地を除く土地を市に提供するとの交換条件を提示してきた。市側はこれに応じる態度を固め、相互の評価額を査定し合った結果、公社側の要望に応じることに決定し、交換契約が成立した。
この工場跡地は、駅前改造事業として、財団法人山形市開発公社が整備を担当することとなり、市が取得した土地と建物は市開発公社に委譲された。

### 山交ビル開業
1971年（昭和46年）1月、市開発公社から工場跡地を取得した山形交通が再開発ビル建設を目的に資本金5000万円で山交ビルを設立し、翌年6月15日、地下2階、地上8階の複合商業施設をオープンさせた。地下1階から地上4階までは、ダイエー山形店がキーテナントとして入り、5階以上にはボウリング場、映画館、バンケットホール、さらに診療所のほか、レストラン街である味の名店街などが設けられた。
1989年（平成元年）4月には、ビル後方のバスターミナル上にプールを新設し、さらに改装した6階にダイエーの子会社であるダイエーレジャーランドとの提携に基づき、トップロードの前身となるオレンジ・ワン・ヤマコーが県下における初の本格的スポーツクラブとして開業した。
山交ビルはバスターミナルであることや、山形駅に近接する交通の利便性もあり市内における有数の商業施設の一つとして数えられてきた。しかし、モータリゼーションや市郊外における住宅地の開発に伴うドーナツ化現象などから、徐々に客足に陰りが見えはじめ、2001年（平成13年）に家賃を半額に引き下げた新契約を結んでダイエー山形店の営業を継続させた。だが、家賃の引き下げにもかかわらず、ダイエー自体の業績不振も重なったため、その店舗の統廃合の一環として、05年11月20日を以ってダイエー山形店は閉店して撤退した。

### ダイエー撤退後
2006年（平成18年）3月18日、ダイエーの撤退したフロア跡の一部に地元スーパーであるヤマザワが出店した。上層部には、雇用を生み出し山形市中心市街地の活性化を図ろうと空きテナントへの入居者が長らく募集されていたが、翌年11月28日にNTT東日本山形支店のコールセンターが設置され全てのテナントが埋まる形となった。
2014年（平成26年）3月17日、1階に三越伊勢丹ホールディングスが展開し始めている地域密着型小型店の一つとして「エムアイプラザ三越山形店」（営業面積約430m2）が、同HD傘下である仙台三越の運営によって新規出店。18年3月8日には、同年1月末で閉店した十字屋山形店に出店していたテナント等が改装工事を終えた2階で営業を始めた。
事業主であるユトリアグループ傘下であるヤマコーボウル（ボウリング場）や、バンケットホールはオープン当時から変わらず営業している。また、夏季のビル屋上にて営業されるビアガーデンは夏の風物詩の一つでもあり、スポーツクラブとしては老舗となる「トップロード」は同ビルで20年以上の歴史を刻んでいる。

## 山交ビルバスターミナル
山交バスが運営しているバスターミナルで、山交ビルのオープンと共に設立した。山形市近郊・郊外の路線バスと、長距離高速バスの発着点となっている。のりばはビル1階部分の北側と南側に分かれており、南側が主な発着点となっている。また南側のりばには「案内センター」が設置されており、各種乗車券・定期券の購入や時刻表を手に入れることができる。

### 南側のりば
- 1番のりば

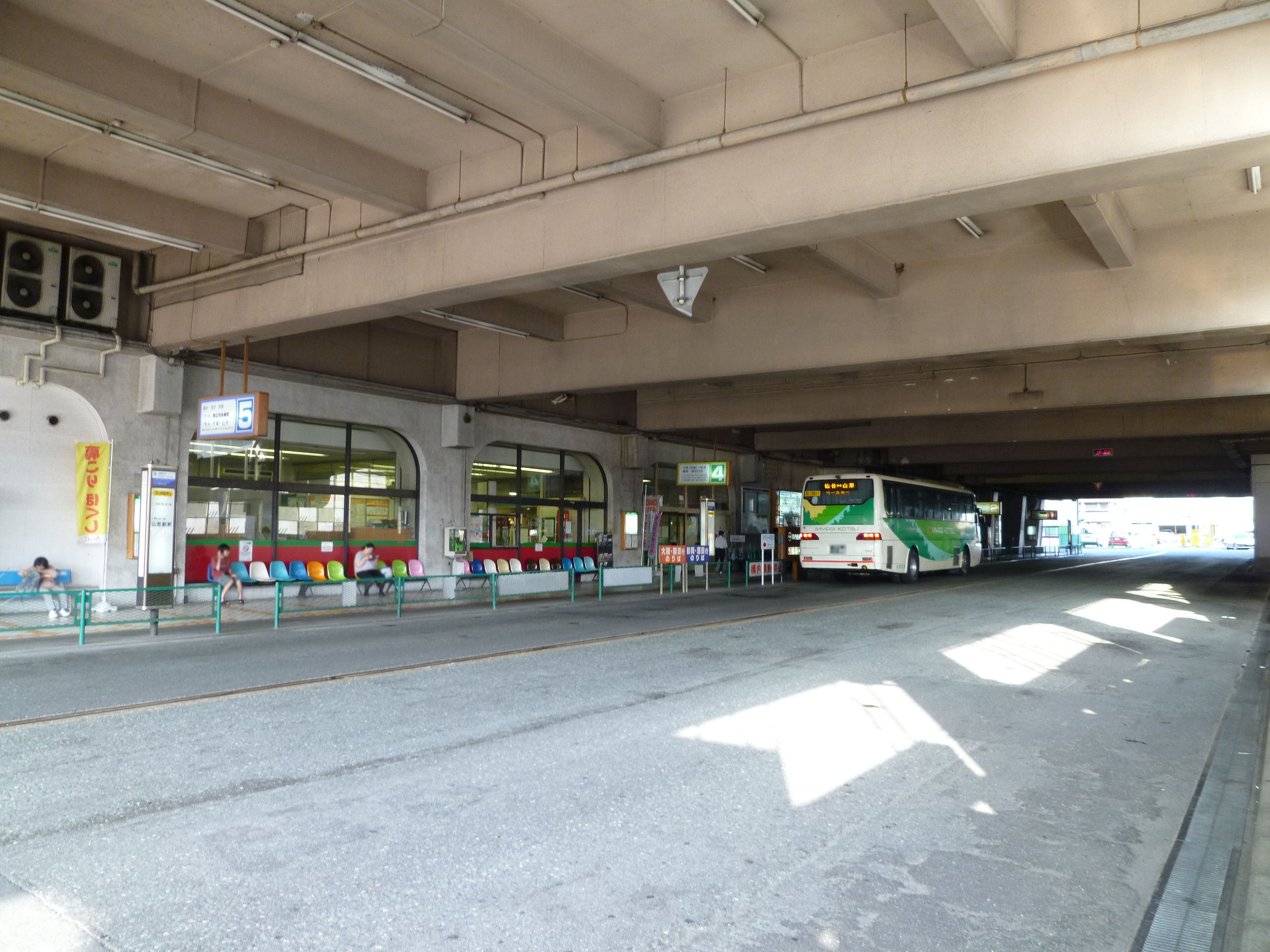
山交バスターミナル南側のりば

  - 漆山経由わくわくランド（天童市）、曙町経由漆山住宅、交通安全センター
- 2番のりば
  - 寒河江BT、山形病院(西田経由)、山形病院(北駅西・桧町・江俣西・嶋経由)
- 3番のりば（高速バス）
  - 仙台、TOKYOサンライズ号（東京）、レインボー号（東京）
- 4番のりば（高速バス）
  - 新潟、鶴岡・酒田
- 5番のりば
  - 関沢、宝沢、防原、水源地経由県庁、山寺、荒谷経由天童BT、印役町経由県立中央病院

### 北側のりば
- 11番のりば
  - 山形駅
- 12番のりば
  - 柏倉(2016/4/1に菅沢、荻の窪方面へそれぞれ延伸)、畑谷(2013/3/30をもって西滝の平に短縮)、替所、下原、西原団地、山辺、県立中央病院、大学病院、国道348号経由長井、長谷堂
- 13番のりば
  - 西蔵王、東北芸術工科大学、ヒルズサンピア、南山形経由高松葉山温泉、表蔵王口経由高松葉山温泉、金沢・富山[18]

### その他ビル周辺にあるのりば
- 山形センタービル前（ビル北側の道路を挟んで向かい側(進行方向：東)）
  - 山形病院(北駅西・桧町・江俣西・嶋経由)、山形病院(西田経由)、沼の辺、県庁、山形市役所経由千歳公園、山形市役所、東原経由千歳公園